# Ciepliny
Ciepliny – wieś w Polsce położona w województwie kujawsko-pomorskim, w powiecie włocławskim, w gminie Izbica Kujawska.
10 lutego 1863 roku pod Cieplinami doszło do bitwy pomiędzy siłami powstańczymi a Rosjanami i Kozakami. 
W latach 1975–1998 miejscowość administracyjnie należała do województwa włocławskiego. Według Narodowego Spisu Powszechnego (III 2011 r.) liczyła 198 mieszkańców. Jest dziesiątą co do wielkości miejscowością gminy Izbica Kujawska.